# Stephenschlüpfer
Der Stephenschlüpfer (Traversia lyalli) war eine Vogelart aus der Familie der Stummelschwänze (Acanthisittidae). Er kam in geschichtlicher Zeit nur mehr auf dem zwischen der neuseeländischen Nord- und Südinsel gelegenen Stephens Island (Neuseeland) vor und starb Ende des 19. Jahrhunderts aus.

## Beschreibung und Lebensweise
Wie alle Maorischlüpfer ähnelte der Stephenschlüpfer den Zaunkönigen, ohne näher mit ihnen verwandt zu sein. Er war ein kleiner, gedrungener Vogel, sein Federkleid war olivgrün gefärbt und mit braunen Einsprenkelungen versehen. Er konnte nicht fliegen und hielt sich deshalb vorwiegend am Boden auf. Er dürfte dämmerungsaktiv gewesen sein und sich von Insekten ernährt haben.

## Die Ausrottung
Ursprünglich war die Art in weiten Teilen Neuseelands verbreitet, durch die Einschleppung der Pazifischen Ratte ist sie aber noch vor Ankunft der Europäer von den größeren Inseln dieses Landes verschwunden und hielt sich nur mehr auf Stephens Island. Die Ausrottung des Vogels wird oft als Folge der Jagd eines einzigen Tieres angesehen: Tibbles, die Katze des Leuchtturmwärters David Lyall des Stephens Island Lighthouse soll demnach den letzten Stephenschlüpfer getötet haben. Da Lyall ornithologisch interessiert war, fiel ihm auf, dass die Beute, die seine Katze ihm voller Stolz brachte, eine eigene Vogelart war. Wahrscheinlich war es wohl die Schuld mehrerer verwilderter Katzen auf der Insel, dass diese Art im Winter 1895 ausgerottet wurde. Elf der Beutestücke von Lyalls Katze liegen heute – „zerrupft und zerzaust“, wie sie waren – in verschiedenen Museen.